# Zone sphérique
Ne doit pas être confondu avec Segment sphérique.

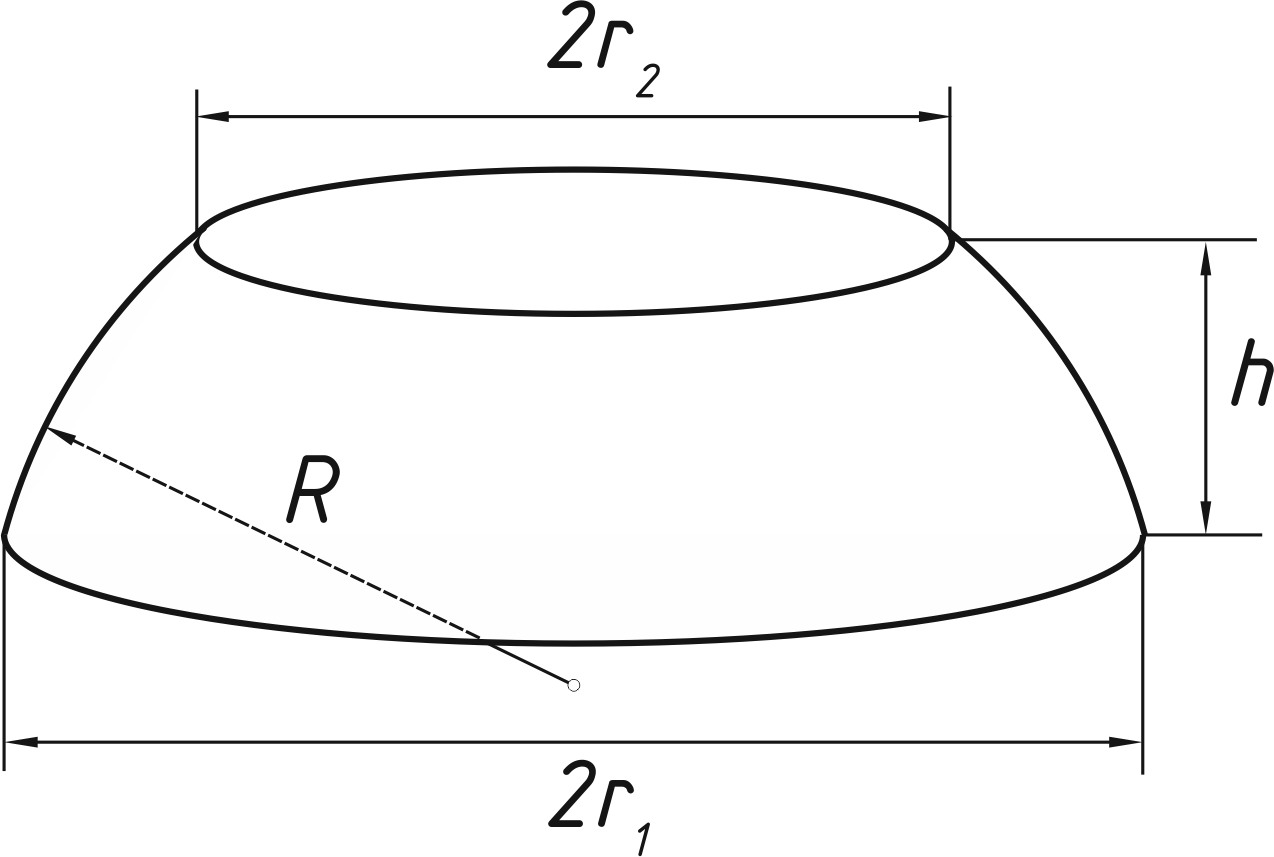
Une zone sphérique

Une zone sphérique est la portion de la surface d'une sphère comprise entre deux plans parallèles qui coupent cette sphère. Lorsqu'un des plans est tangent à la sphère, la zone est dite calotte sphérique. Lorsqu'un des plans est tangent à la sphère et l'autre plan passe par le centre, la zone est appelée hémisphère. Un hémisphère est la moitié d'une sphère.
L'aire d'une zone sphérique ou d'une calotte sphérique est donnée par la formule suivante :
{\displaystyle A=2\pi Rh\,}
dans laquelle :

{\displaystyle R} est le rayon de la sphère ;

{\displaystyle h} est la distance entre les deux plans parallèles.
Les différents paramètres sont liés par la relation :
{\displaystyle R^{2}=r_{2}^{2}+{\frac {\left(h^{2}+r_{1}^{2}-r_{2}^{2}\right)^{2}}{4h^{2}}}}
Un segment sphérique à deux bases est la partie de l’espace limitée par une zone sphérique et deux disques alors qu'un segment sphérique à une base est la partie de l’espace limitée par une calotte sphérique et un disque.